# Live in Buffalo: July 4th 2004
Live in Buffalo: July 4th 2004 – zapis koncertu zespołu Goo Goo Dolls, który odbył się 4 lipca (amerykański Dzień Niepodległości) 2004 w rodzinnej miejscowości grupy, Buffalo w stanie Nowy Jork. Wydawnictwo składa się z albumu CD oraz z płyty DVD.

## Lista utworów na CD
1. "Give a Little Bit" (studyjny cover utworu zespołu Supertramp) – 3:33
2. "Big Machine" (John Rzeznik) – 3:29
3. "Naked" (Rzeznik) - 3:39
4. "Slide" (Rzeznik) – 3:58
5. "Think About Me" (Rzeznik) – 3:42
6. "Smash" (Robby Takac) – 2:04
7. "Tucked Away" (Takac) – 3:10
8. "Black Balloon" (Rzeznik) – 4:12
9. "Dizzy" (Rzeznik) – 2:47
10. "Name" (Rzeznik) – 5:22
11. "Cuz You're Gone"/"A Thousand Words" (Rzeznik) – 6:28
12. "Sympathy" (Rzeznik) - 2:49
13. "January Friend" (Takac) – 3:08
14. "Here Is Gone" (Rzeznik) – 3:29
15. "What a Scene" (Rzeznik) – 4:13
16. "Acoustic #3" (Rzeznik) – 2:31
17. "Two Days in February" (Rzeznik) – 3:42
18. "Broadway" (Rzeznik) – 4:55
19. "Iris" (Rzeznik) – 6:16
20. "Give a Little Bit" – 4:02

## Personel
- Johnny Rzeznik – gitara, śpiew
- Robby Takac – gitara basowa, śpiew
- Mike Malinin – perkusja